# Tremelo
Tremelo este o comună în provincia Brabantul Flamand, în Flandra, una dintre cele trei regiuni ale Belgiei. Comuna este formată din localitățile Tremelo și Baal. Suprafața totală este de 21,57 km². Comuna Tremelo este situată în zona flamandă vorbitoare de limba neerlandeză a Belgiei. La 1 ianuarie 2008 comuna avea o populație totală de 14.050 locuitori.
1. ↑  Crossroad Bank of Enterprises, accesat în 26 iulie 2023